# Xestia filiis
Xestia filiis là một loài bướm đêm trong họ Noctuidae.